# Тархан, Шеввал Илайда
Шеввал Илайда Тархан (род. 2000, Анкара) — турецкая спортсменка, участвующая в соревнованиях по стрельбе из пневматического пистолета с 10 метров. Ей принадлежат национальные и европейские юниорские рекорды, а также рекорды европейских женских команд. Она участвовала в Олимпийских играх 2024 года в Париже, где вместе с Юсуфом Дикечем заняла второе место в смешанных командных соревнованиях по стрельбе из пневматического пистолета с 10м и получила серебряную медаль. Эта медаль является первой олимпийской медалью Турции в этом виде спорта.

## Спортивная карьера
Шеввал Илайда Тархан с детства проявляла интерес к огнестрельному оружию и униформе и, несмотря на отсутствие таких традиций в семье, мечтала стать полицейской или военной. С 2015 года Тархан соревнуется в дисциплине стрельбы из пневматического пистолета с 10 метров и является членом клуба стрельбы «Анкара Османлы».
На чемпионате мира по стрельбе ISSF 2018 года в Чханвоне (Южная Корея) она установила новый национальный рекорд среди юниоров с результатом 237.9 очков и завоевала золотую медаль в категории юниоров.
На чемпионате Европы 2019 года по стрельбе на 10 метров, проходившем в Осиеке (Хорватия), Тархан установила новый рекорд среди европейских юниоров в своей дисциплине и выиграла золотую медаль. Также она завоевала золотую медаль на этапе юниорского Кубка мира ISSF 2019 года в Зуле (Германия).
Вместе с Юсуфом Дикечем она завоевала бронзовую медаль в смешанной командной стрельбе на этапе Кубка мира ISSF 2022 года в Баку (Азербайджан). На Средиземноморских играх 2022 года в Оране (Алжир) она заняла четвёртое место . На чемпионате Европы 2022 года по стрельбе на 10 метров в Хамаре (Норвегия) она вместе с Элиф Бейзой Ашик и Сехер Токмак установила новый европейский рекорд среди женских команд с результатом 861 очко.
На чемпионате Европы 2023 года по стрельбе на 10 метров в Таллине (Эстония) она завоевала бронзовую медаль в смешанной командной дисциплине. В 2023 году на чемпионате мира по стрельбе ISSF в Баку (Азербайджан) она вместе с Юсуфом Дикечем завоевала серебряную медаль в смешанной командной дисциплине . На Европейских играх 2023 года во Вроцлаве (Польша) она участвовала в отборочных соревнованиях, но не завоевала медаль. Также участвовала в соревнованиях по стрельбе из пневматического пистолета на 25 метров, но не добилась успеха.
На летних Олимпийских играх 2024 года в Париже она вышла в финал индивидуальных соревнований по стрельбе из пневматического пистолета на 10 метров и заняла 7-е место. В смешанных соревнованиях вместе с Юсуфом Дикечем она завоевала серебряную медаль, ставшую первой олимпийской медалью Турции в этом виде спорта.